# Las señoritas de Avignon
Las señoritas de Avignon, Las señoritas de Aviñón o, más correctamente, Las señoritas de la calle de Avinyó, es un cuadro del pintor español Pablo Picasso pintado en 1907 al óleo sobre lienzo y sus medidas son 243,9 x 233,7 cm. Se conserva en el Museo de Arte Moderno de Nueva York.
Este cuadro, que marcó el comienzo de su Periodo africano o Protocubismo, es la referencia clave para hablar de cubismo, del cual el artista español es el máximo exponente y creador del movimiento artístico. Imprime un nuevo punto de partida donde Picasso elimina todo lo sublime de la tradición rompiendo con el Realismo, los cánones de profundidad espacial y el ideal existente hasta entonces del cuerpo femenino, reducida toda la obra a un conjunto de planos angulares sin fondo ni perspectiva espacial, en el que las formas están marcadas por líneas claro-oscuras. 
 Dos de los rostros, los de aspecto más cubista de los cinco, que asemejan máscaras, se deben a la influencia del arte africano, cuyas manifestaciones culturales comenzaron a ser conocidas en Europa por aquellas fechas, mientras los dos centrales son más afines a las caras de los frescos medievales y las primitivas esculturas ibéricas, el rostro de la izquierda presenta un perfil que recuerda las pinturas egipcias.[cita requerida]
Las bases de esta obra están influenciadas por una reinterpretación de las figuras alargadas de El Greco, habiéndose señalado una influencia particular de su Visión del Apocalipsis; su estructura ambiental que rememora los Bañistas de Cézanne y las escenas de harén de Ingres. Los tonos ocre-rojizos son característicos de su época negra.

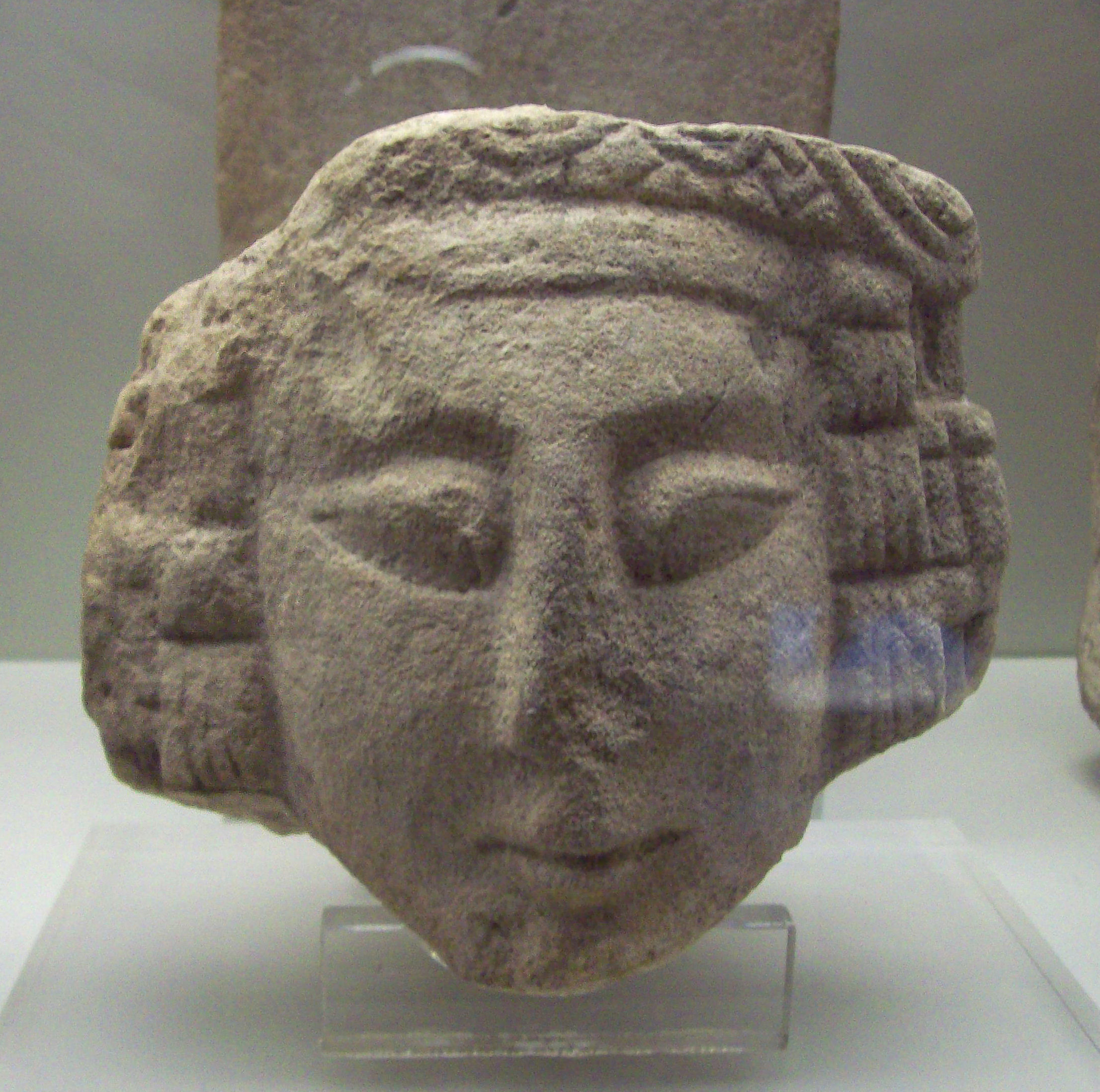
Escultura ibera del siglo III o II a. C. Se puede apreciar su influencia en los rostros pintados por Picasso.

Obra muy criticada e incomprendida incluso entre los artistas, coleccionistas y críticos de arte más vanguardistas de la época, que no comprendieron el nuevo rumbo tomado por Picasso, quien, junto con Georges Braque, crearía y continuaría la nueva corriente cubista hasta el inicio de la Primera Guerra Mundial. 
Se expuso en la Galerie d’Antin (París) en 1916, tras lo cual Picasso la guardó en su estudio, hasta que, a principios de los años 20, fue adquirida por Jacques Doucet y exhibida en 1925 en el Museo del Petit Palais. Poco tiempo después el cuadro fue comprado por el MoMA, donde es una de las piezas más preciadas de la colección.
Esta obra es considerada el inicio del arte moderno y pertenece a las vanguardias pictóricas del siglo XX.

## El título
Picasso no ponía casi nunca título a sus cuadros hasta bien pasado el tiempo, a veces hasta dos años después de ser pintado. En el caso de esta obra ocurrió lo mismo, cuando Picasso presentó la obra a sus amigos era una obra sin título. No hay datos fidedignos y escritos sobre esta cuestión pero se cree que fue su amigo Apollinaire quien le dio el título de El burdel filosófico y después André Salmon lo llamó Les demoiselles d'Avinyó, una calle de Barcelona, en la que había prostíbulos. Salvo aquellos amigos, nadie conocía tal calle y pronto empezó a confundirse el nombre de Avinyó con el nombre de la ciudad francesa de Aviñón. Cuando por fin el cuadro se presentó con título fue con el de Les demoiselles d’Avignon y así ha llegado hasta el tiempo actual.
Todos aquellos amigos (un grupo muy reducido) a quienes Picasso enseñó el cuadro en privado coincidieron en sus comentarios sobre el gran impacto que les produjo. Hubo asombro y también burla. Picasso lo enseñó y lo guardó hasta que en 1916 (nueve años más tarde) fue expuesto. Trascurridos otros ocho años, Picasso lo vendió por un precio no muy elevado.
Más tarde se escribió una obra de teatro también llamada así.

## Los bocetos
Siguiendo su costumbre, Picasso trabajó en unos cuantos bocetos bien dibujados antes de dedicarse de lleno a la obra final del cuadro. Esta obra preliminar de estudio consta de un óleo, una acuarela y una gran cantidad de dibujos que fueron debidamente estudiados y analizados en un catálogo de exposición.
Un primer boceto a lápiz negro y pastel sobre papel, en formato horizontal da a conocer la primera idea que tuvo Picasso para la realización de este cuadro. Las medidas del lienzo iban a ser más pequeñas, con siete protagonistas, cinco mujeres y dos hombres. Los hombres serían un estudiante (se supone que de medicina) entrando en escena por el lado izquierdo y llevando en la mano un libro (en otros dibujos es una calavera), y un marinero sentado en medio de la habitación, delante de una mesa redonda donde hay pintado un bodegón con tres rajas de sandía, un porrón de vino y una jarra con flores, todo ello con su simbología correspondiente. La distribución de las mujeres iba a ser: una a la derecha, entrando y corriendo la cortina, una de espaldas y sentada, otra sentada junto al marinero y dos detrás y de pie. Los críticos e historiadores han visto en este boceto una clara escena de burdel.
El segundo boceto es una acuarela sobre papel, muy próxima al cuadro final. En él desaparecen las figuras masculinas y quedan las cinco femeninas. Mantiene el formato horizontal pero con unas medidas más pequeñas. La mujer sentada sigue casi igual, solo que ahora vuelve ligeramente la cabeza hacia el espectador. La mujer de la derecha sigue en posición de correr la cortina. El estudiante de la izquierda es sustituido por una mujer muy parecida a la pintura definitiva. El bodegón del centro queda adelantado a primer término y la jarra con flores desaparece. En este segundo boceto se muestra ya un ensayo de los colores de la obra terminada. La escena de burdel ya no está tan clara como en el boceto anterior y cada figura femenina toma protagonismo por sí misma.
Para llegar a la creación de estos bocetos Picasso hizo una serie de dibujos individuales de cada personaje, de sus cabezas, del cuerpo, de las piernas, de frente y de perfil. Casi todas estas pequeñas obras se conservan.

## Descripción
El cuadro está dividido en tres secciones delimitadas por una cortina. Las figuras están localizadas en un marco irreal donde no hay sombras ni luces, sin embargo, en contraste con la luz, es destacable la gran variedad de colores que abundan en la obra, desde ocres y blancos, hasta rojos y azules.
Las dos figuras del centro están situadas de tal forma que parece que nos ven desde arriba, simulando además que están de pie, pero están tumbadas, acción que refleja la postura de los brazos tras la cabeza. Es destacable además en esta franja unos tonos de colores menos fuertes que los de sus lados como son los blancos y el celeste.
No obstante, lo más relevante de la obra no está situado en el centro, puesto que, las líneas quebradas de la cortina que se encuentran a los lados del lienzo provocan que la mirada del espectador se vaya hacia fuera del cuadro. 
Estas líneas fragmentadas se evidencian sobre todo en las figuras de la derecha entre las que existe además una descompensación en el cuerpo, observable en el tamaño de la cabeza y tronco, algo muy característico del cubismo. Y hay que destacar que los rostros de las figuras que estamos mencionando tienen cierta semejanza con las máscaras africanas. La figura agachada está colocada de tal forma que el espectador puede observarla desde dos puntos de vista, tanto de espalda como de frente.
En el lado izquierdo, solo se aprecia una figura de perfil, cuyo rostro está caracterizado al estilo del arte ibérico, además, se puede ver en esta figura como los pechos se reducen de forma geométrica, en este caso triangular.
En la parte inferior se muestra un bodegón, el cual está compuesto por una serie de frutas entre las que destacan uvas, sandía, una manzana y una pera. Aunque parezca que esta parte de la obra no tenga mucha relevancia, en realidad sí la tienen, puesto que aporta una simbología al cuadro y a su composición, gracias a las líneas oblicuas que conforman las frutas.
En cuanto a su función y su significado, Picasso con esta obra romperá la norma de que una imagen es exclusivamente representable desde un único punto de vista, además en la obra es apreciable la influencia que tomó el autor de Paul Cézanne.

## Datos
- Fue pintado entre junio de 1906 y julio de 1907.
- En 1916 fue expuesto por primera vez, en el Salon d’Antin.
- El crítico y escritor francés André Salmon describe por primera vez el cuadro en 1912.
- En 1920, André Salmon publica por primera vez el título del cuadro.
- A principios de los años 20 la obra fue adquirida por Jacques Doucet y exhibida en 1925 en el Petit Palais.
- En 1937 lo compró en París Germain Seligmann, por 150,000 francos. Después estuvo expuesto en la galería estadounidense Jacques Seligmann, en una exposición titulada 20 Years in the Evolution of Picasso 1903-1923.
- Más tarde (1939) lo compró el Museo de Arte Moderno de Nueva York por 28 000 dólares, gracias a las donaciones de Lillie P. Bliss (18 000 dólares), Germain Seligmann y Cesar de Hanke (10 000 dólares).